# 楊芳 (萬曆進士)
楊芳（1548年—1609年），字以德，號濟寰，四川重慶衛人，軍籍，明朝政治人物。

## 生平
四川鄉試第三十九名舉人，萬曆五年（1577年）中式丁丑科會試第二百八十五名，三甲第一百七十六名進士。授宜黃縣知縣，七年（1579年）調鄞縣知縣，十一年（1583年）八月升戶科給事中，十三年（1585年）十二月升刑科左給事中，巡視京營，十五年（1587年）二月出為河南按察司副使，十七年（1589年）六月升山東布政使司右參政，升雲南左布政使，二十六年（1598年）十月任都察院右副都御史、巡撫廣西，清剿皮林苗亂，三十二年（1604年）六月升兵部右侍郎、巡撫廣西，三十四年（1606年）丁父憂，奪情視事，三十六年（1608年）二月升都察院右都御史、巡撫廣西，三十七年（1609年）三月卒於官。

## 家族
曾祖楊應和；祖父楊泰；父楊時進，母狄氏。重慶下。兄楊蓁、楊萃，弟楊芬、楊蕎、楊茗。